# Los Cazafantasmas (juego de rol)
Los Cazafantasmas (Ghostbusters: A Frightfully Cheerful Roleplaying Game en inglés) es un juego de rol de humor diseñado por Sandy Petersen, Lynn Willis y Greg Stafford. Publicado por primera por West End Games en 1986 está basado en la película de 1984 Los cazafantasmas. Este juego de rol ganó el premio H. G. Wells Award de 1986 por las «mejores reglas de juego de rol» (Best Roleplaying Rules).

## Universo de juego
El juego está ambientado en el mismo universo que la película, pero con la diferencia de estar situado unos pocos años después. En el juego de rol los cazafantasmas originales que habían protagonizado la película han creado una corporación llamada Ghostbusters International, que vende franquicias cazafantasmas a personas del mundo entero. De este modo los personajes jugadores son individuos de cualquier parte del mundo que han abierto su propio negocio de cazafantasmas adhiriéndose a la franquicia cuya sede se encuentra en Nueva York. El juego incluye sin embargo perfiles de personaje de los cuatro personajes originales de la película de 1984, no sólo para aquellos jugadores a quienes el director de juego autorizaría a que los interpretaran sino también para poder hacerlos intervenir durante el juego como personajes no jugadores si el director de juego lo desea.
Mientras que en la película los Cazafantasmas combaten entidades ectoplasmáticas como fantasmas o demonios, el juego de rol permite también la intervención en el juego de otras clases de criaturas fantásticas, como vampiros, extraterrestres y viajeros del tiempo.

## Sistema de juego
Los diseñadores del sistema de juego de Los Cazafantasmas, Sandy Petersen, Lynn Willis y Greg Stafford, no hacían parte de la plantilla de la editorial del juego, West End Games, sino de la de otra editorial especializada en juegos de rol, Chaosium, dirigida en aquellos entonces por Stafford. Su participación en Los Cazafantasmas fue una subcontrata propuesta por West End Games. El sistema de juego que concibieron es intencionadamente minimalista. Por ejemplo no incluye reglas para el movimiento de los personajes o para el alcance de las armas pues el sistema de Los Cazafantasmas estipula que no son necesarios para jugar. Además este sistema fue el precedente del que sería utilizado al cabo de un año (en 1987) para otro juego de West End Games, Star Wars. Con el tiempo este sistema de juego sería extrapolado a sistema de juego genérico y conocido como sistema D6, por utilizar únicamente dados de seis caras.

## Historia del juego
El juego fue publicado por primera vez en 1986 en formato de caja (ISBN 0-87431-043-1). Contenía un «manual de entrenamiento» (Training Manual) de 24 páginas (destinado a los jugadores), un «manual de operaciones» (Operations Manual) de 64 páginas (destinado a los directores de juego), seis dados y varios folletos.
En 1989, con ocasión del estreno de la secuela Cazafantasmas 2, West End Games publicó una versión revisada del juego titulada Ghostbusters International (ISBN 0-87431-223-X). Los autores de esta segunda edición fueron Aaron Allston y Douglas Kaufman.

En 2006, el juego original en inglés, Ghostbusters, y todos sus suplementos estaban ya descatalogados.

## Particularidades
Mientras que en la mayor parte de juegos de rol directores de juego y jugadores son mencionados mediante términos corrientes («director de juego», «árbitro», «narrador», «guía de juego» etc) en Los Cazafantasmas el director de juego recibe el nombre de ghostmaster («amo de los fantasmas», en referencia al «amo del calabozo» o dungeon master, que es el nombre que recibe el director de juego en el juego de rol pionero Dungeons & Dragons). Los jugadores en cambio son los ghostbusters (los «cazafantasmas»).
El libro del juego fue editado de su versión americana incluyendo tanto el Manual del Master como el del Jugador en un mismo tomo, para ahorrar costes según la editorial, publicándose el libro y luego los módulos independientemente.
La "Caja de los Cazafantasmas" que incluía los dados fantasma jamás fue editada en España, cambiando igualmente la maquetación interior y la portada por imágenes de la serie "The Real Ghostbusters" de animación que por aquel entonces se emitía en televisión.
Aprovechando el tirón de las dos películas, JOC consiguió los derechos para editar este juego de rol en España, pero los propios jugadores o aquellos que tenían la edición en inglés se quejaron de la mala traducción y la cantidad de ERRATAS ortográficas que tenía el manual, en parte debido a la rápida edición y a la no revisión del texto por parte de la editorial ni posteriormente en imprenta. Los "testers" del juego llegaron a contar ¡más de 300 erratas!. 
Tan solo fueron publicadas tres aventuras en castellano: APOCALIPSIS, PÁNICO e HISTORIAS TENEBROSAS, cambiando igualmente el título original en inglés y dejando de lado algunas aventuras importantes como la adaptación de la segunda película de Los Cazafantasmas o el más importante: LA GUÍA DE ESPÍRITUS TOBIN que consistía en una ayuda de juego en formato libro con toda la información y clasificación de fantasmas, demonios y entes del ultramundo.

## Traducciones en castellano
En marzo de 1992, la hoy en día desaparecida editorial barcelonesa Joc Internacional tradujo y publicó en castellano la versión de 1989. A esta versión del juego, titulada originalmente Ghostbusters International, se le atribuyó en castellano un título que traducía en realidad el título original: Los Cazafantasmas, ¡¡¡un juego de rol horrorosamente divertido!!! es efectivamente una traducción más próxima del título Ghostbusters: A Frightfully Cheerful Roleplaying Game que del título Ghostbusters International, a pesar de que la versión traducida sea la que corresponde a este último. Después del balance de cierre de Joc Internacional en 1998 esta versión en castellano acabó por estar descatalogada en librerías, aunque numerosos ejemplares todavía nuevos se encuentran hoy en día disponibles en otros circuitos de venta autorizados, como por ejemplo los de algunos sitios web.